# Dave Fanning
Dave Fanning, né le 30 décembre 1955 à Dublin, est un journaliste de rock, disc jockey, critique de cinéma et animateur irlandais. Il anime l'émission The 11th Hour sur RTÉ Two et deux émissions de radio : Drivetime with Dave sur RTÉ Radio 1 (en) et The Dave Fanning Show sur RTÉ 2fm (en).
En raison de sa grande amitié avec les membres du groupe U2, Fanning s'est vu accorder depuis trois décennies la première diffusion exclusive des nouveaux singles du groupe. Il a également animé la couverture télévisée en direct par RTÉ du Live 8 à Hyde Park (juillet 2005) et du Live Earth au stade de Wembley (juillet 2007). Il affirme avoir réalisé environ 200 interviews de rock stars mondiales.
Hot Press considère Fanning comme « l'un des visages et des voix les plus familiers du paysage audiovisuel irlandais ». Eithne Tynan, du Sunday Tribune (en), a défini son style comme « mille mots à la minute, il commence une nouvelle phrase avant que vous ayez terminé la précédente ».